# رالف غوستافسون
رالف غوستافسون هو شاعر كندي، ولد في 16 أغسطس 1909، وتوفي في 29 مايو 1995.

## وصلات خارجية
- رالف غوستافسون على موقع الموسوعة البريطانية (الإنجليزية)